# Kombinat Deko

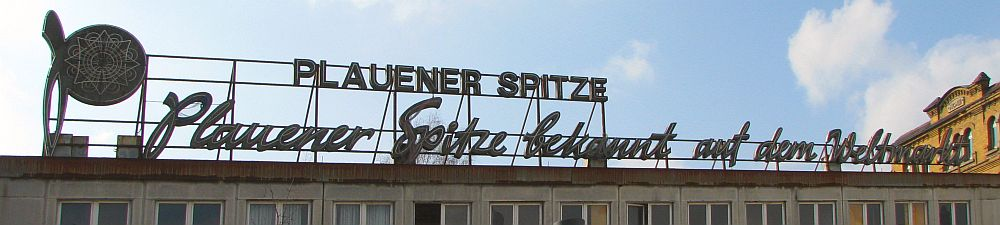
Leuchtreklame für Plauener Spitze.

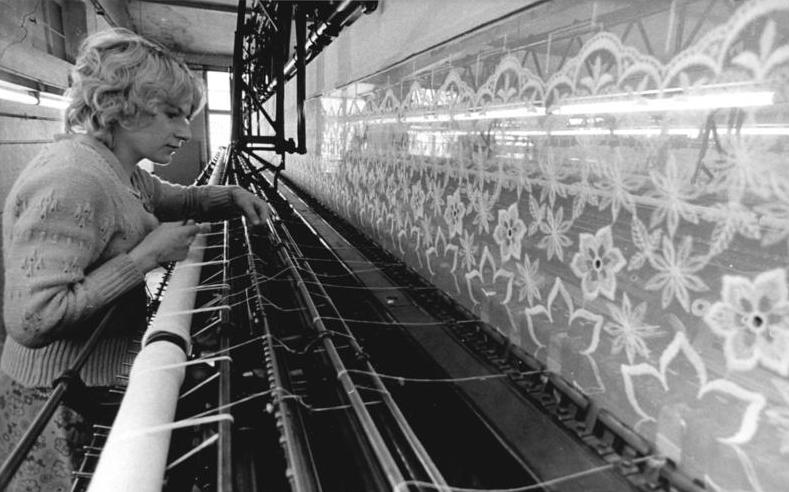
Herstellung von Spitze im VEB Plauener Spitze im Jahr 1980.

Der VEB Kombinat Deko Plauen wurde 1979 gegründet und war ein Kombinat in der Deutschen Demokratischen Republik.
Das Kombinat unterstand dem Ministerium für Leichtindustrie. Weitere zentralgeleitete Kombinate der Leichtindustrie können in der Liste von Kombinaten der DDR eingesehen werden.
Die Geschäftstätigkeit der Kombinatsbetriebe umfasste die Herstellung von Gardinen und Tüllen, Dekostoffen, Posamenten, Möbelstoffen und Plüschen, textilem Fußbodenbelag, Stickereierzeugnissen und Spitzen sowie weiteren ähnlichen Erzeugnissen.

## Zugehörige Betriebe
Zum Kombinat gehörten 1990 die folgenden Betriebe:
- VEB Plauener Gardine; (Stammbetrieb)
- VEB Buntgardine Rotschau
- VEB Dekostoffe Greiz
- VEB Diwandeckendecken- und Läuferweberei Neukirch
- VEB Effekten- und Tüllstickerei Plauen
- VEB Eibenstocker Buntstickerei
- VEB Elastik Lengenfeld
- VEB Erfurter Flechtwaren
- VEB Flortextilien Karl-Marx-Stadt
- VEB Forster Web- und Strickwaren
- VEB Frisierhauben Scheibenberg
- VEB Fußmatten Pulsnitz/Ohorn
- VEB Gardinen und Dekostoffe Grünbach
- VEB Garnveredelung Falkenstein
- VEB Gobelin- und Mokettweberei Karl-Marx-Stadt
- VEB Goldspitze Rebesgrün
- VEB Grüngard Grünbach
- VEB Gummilitze Oberlungwitz
- VEB Haar- und Wollgarnspinnerei Nossen
- VEB Halbmond-Teppiche Oelsnitz/V.
- VEB Hand- und Maschinenstickerei Klingenthal
- VEB Handklöppelspitze Schwarzenberg – Neuwelt
- VEB Handweberei „Heimkultur“ Bülow
- VEB Heimtextilien Wittenberge
- VEB Ingenieurbüro und Rationalisierung Plauen
- VEB Kokosweberei Radeberg
- VEB Kokosweberei Zwickau
- VEB Kolorit Rodewisch
- VEB Maschinen- und Handstickerei Gefell
- VEB Mieder- und Trikotagenbesätze Pöhla
- VEB Möbelstoff- und Plüschwerke Hohenstein-Ernstthal
- VEB Möbelstoffweberei Waltersdorf
- VEB Modespitze Plauen
- VEB Obererzgebirgische Posamenten- und Effektenwerke Annaberg
- VEB Plauener Spitze
- VEB Plüschweberei und Färberei Oberweid
- VEB Posamenten Waldheim
- VEB Raumtex Gera
- VEB Roßweiner Teppiche
- VEB Spitze-Bekleidung Pausa
- VEB Spitzen-Export Plauen
- VEB Spitzen- und Blusenkonfektion Plauen
- VEB Spitzen und Stickereien Mühltroff
- VEB Spitzen und Stickereien Plauen
- VEB Stickerei Werda
- VEB Stickereiausrüstung Plauen
- VEB Stickperle Falkenstein
- VEB Stickschleier Geyer
- VEB Sticktex Eibenstock
- VEB Streichgarnspinnerei Reichenbach
- VEB Tapisseriestickerei „Am Aschberg“ Klingenthal
- VEB Plauener Handstickerei
- VEB Teppichweberei Frankenberg
- VEB Teppichwerk Nord Malchow
- VEB Textilwerke Potsdam-Babelsberg
- VEB Tischdeckenwerk Kottengrün
- VEB Weberei Hildburghausen
- VEB Zweizylinderspinnerei Neukirchen
- VEB Zweizylinderspinnereien Werdau